# 24643 MacCready
24643 MacCready è un asteroide areosecante. Scoperto nel 1984, presenta un'orbita caratterizzata da un semiasse maggiore pari a 2,3218881 UA e da un'eccentricità di 0,2949911, inclinata di 23,30543° rispetto all'eclittica.